# Chelifera flavella
Chelifera flavella är en tvåvingeart som först beskrevs av Zetterstedt 1838.  Chelifera flavella ingår i släktet Chelifera och familjen dansflugor. Arten är reproducerande i Sverige. Inga underarter finns listade i Catalogue of Life.